# ファヴリア
ファヴリア（伊: Favria）は、イタリア共和国ピエモンテ州トリノ県にある、人口約5,200人の基礎自治体（コムーネ）。

## 地理

### 位置・広がり

#### 隣接コムーネ
隣接するコムーネは以下の通り。
- ブザーノ
- フロント
- オリアーニコ
- リヴァローロ・カナヴェーゼ